# ГЕС Bålforsen
ГЕС Bålforsen – гідроелектростанція у північній частині Швеції. Знаходячись між ГЕС Русфорс (вище по течії) та ГЕС Бетселе, входить до складу каскаду на одній з основних шведських річок Умеельвен, яка впадає в Ботнічну затоку Балтійського моря біля міста Умео. 
Умеельвен перекрили бетонною контрфорсною греблею висотою 30 метрів, яка утримує витягнуте по долині річки на 14 км водосховище з площею поверхні 5,5 км2 та корисним об’ємом лише 5 млн м3, що пояснюється незначним припустимим  коливанням рівня поверхні між позначками 251,5 та 252,5 метра НРМ. 
Машинний зал, розрахований на встановлення трьох гідроагрегатів, спорудили у правобережному масиві в підземному виконанні. Його ввели в експлуатацію у 1958 році з двома турбінами типу Каплан, що наразі мають загальну потужність 88 МВт та при напорі у 31,1 метра забезпечують виробництво 0,5 млрд кВт-год електроенергії на рік. В 2010-му році власник ГЕС компанія E.ON звернулась за дозволом на доповнення станції третім агрегатом.
Відпрацьована вода повертається в Умеельвен через короткий відвідний канал довжиною 0,3 км.